# Lac de la Gruyère

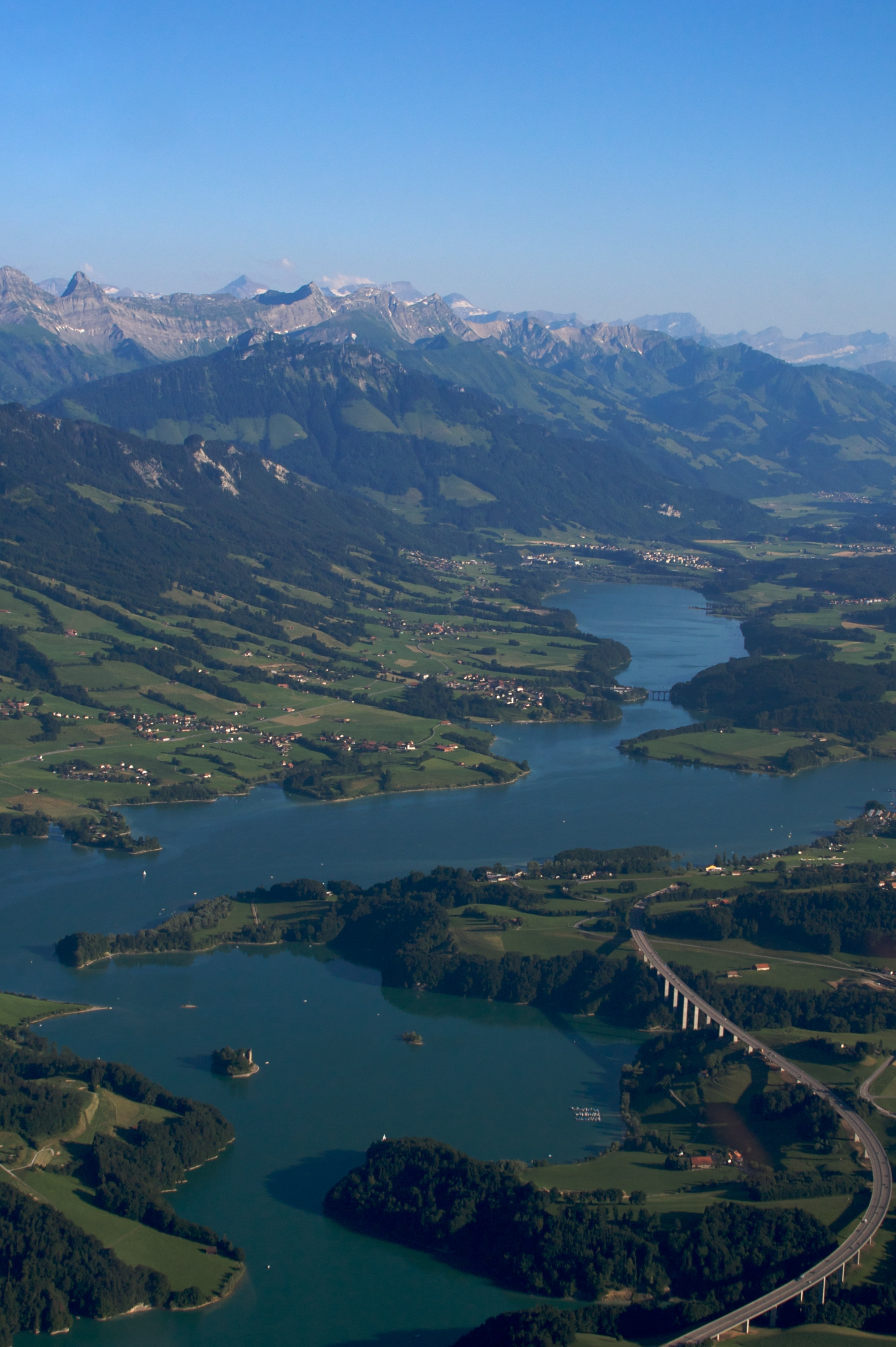
Zbiornik wodny Gruyères z lotu ptaka

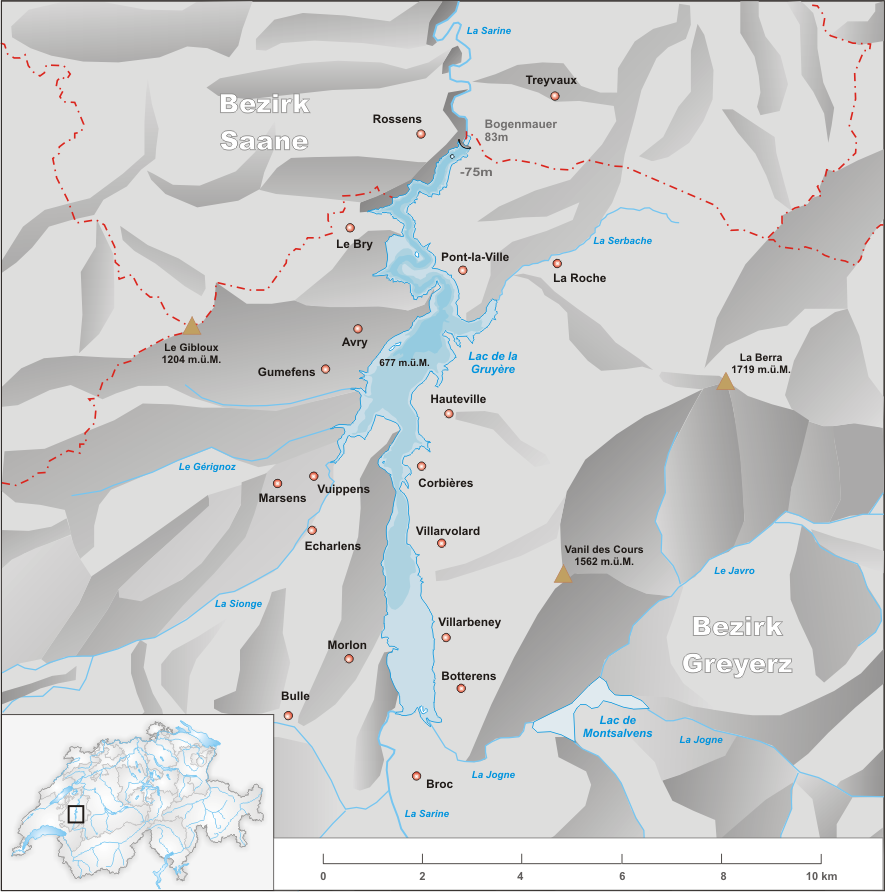
Mapa zbiornika

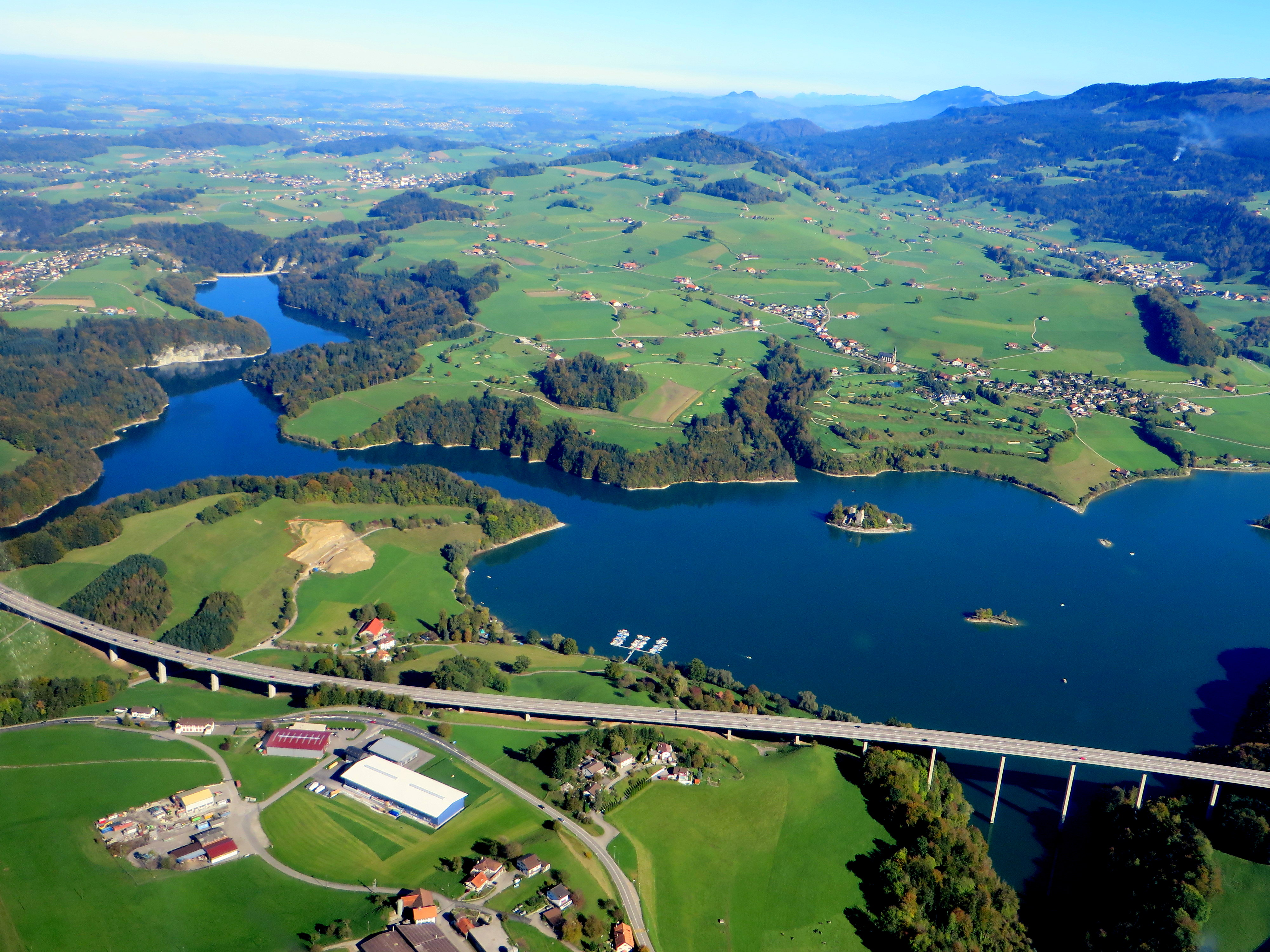
Zbiornik Gruyères, widoczna estakada autostrady A12 oraz Île d’Ogoz

Lac de la Gruyère (niem. Greyerzersee) – zbiornik zaporowy w zachodniej Szwajcarii. Powstał po przegrodzeniu rzeki Sarine w jej środkowym biegu zaporą Rossens.

## Położenie
Zbiornik rozciąga się między miejscowościami Rossens na północy i Broc na południu, w krainie historycznej Gruyères, w kantonie Fryburg. W najwęższej części zbiornika, nieco powyżej połowy jego długości, w Corbières, przerzucono nad nim most którym biegnie droga nr 192.

## Historia
Pierwszy projekt budowy zapory i utworzenia zbiornika powstał już w roku 1919. Był on wielokrotnie modyfikowany z uwagi na zasięg i koszty inwestycji towarzyszących, m.in. przebudowy sieci drogowej i przeniesienia szeregu gospodarstw z terenu planowanego zalewu. Zaporę zbudowano ostatecznie w latach 1944–1948. Ukończenie napełniania zbiornika wodą miało miejsce wiosną 1948 r.

## Charakterystyka zbiornika
Powierzchnia dorzecza Sarine powyżej zapory Rossens wynosi 908 km². Długość zbiornika wynosi 14 km, szerokość maksymalna ok. 1,6 km, powierzchnia maksymalna ok. 10 km², pojemność średnia 200 milionów m³, maksymalna wysokość lustra wody 677 m n.p.m.
Zbiornik posiada bardzo wydłużony (generalnie z północy na południe) kształt, odwzorowujący krętą dolinę rzeki Sarine. Dwie głębokie zatoki po jego zachodniej stronie stanowią ujścia potoków La Sionge i Ruisseau des Amaris, a zatoka po stronie wschodniej - ujście potoku Ruisseau de la Serbache. Brzegi zbiornika są w wielu miejscach strome, zalesione. 

## Wykorzystanie zbiornika
Jezioro, wijące się wśród wysokich wzgórz u podnóża Alp Fryburskich, stanowi niewątpliwą atrakcję turystyczną. Przez długi czas była ona jednak wykorzystywana szczątkowo jako interesujący element krajobrazu. Obecnie, w XXI w., akwen wykorzystywany jest coraz częściej do sportów wodnych i sportowego połowu ryb. Dostęp do tafli wody utrudniają znaczne wahania jej poziomu (najniższy jest on zwykle z końcem zimy i początkiem wiosny), co ogranicza możliwości organizacji kąpielisk. Charakterystycznym elementem krajobrazu jeziora jest wyłaniająca się z jego wód wysepka Ogoz (franc. l’Île d’Ogoz) z ruinami średniowiecznego zamku Pont-en-Ogoz.